# Antennarius pictus
Antennarius pictus är en fiskart som först beskrevs av Shaw, 1794.  Antennarius pictus ingår i släktet Antennarius och familjen Antennariidae. Inga underarter finns listade i Catalogue of Life.

## Bildgalleri

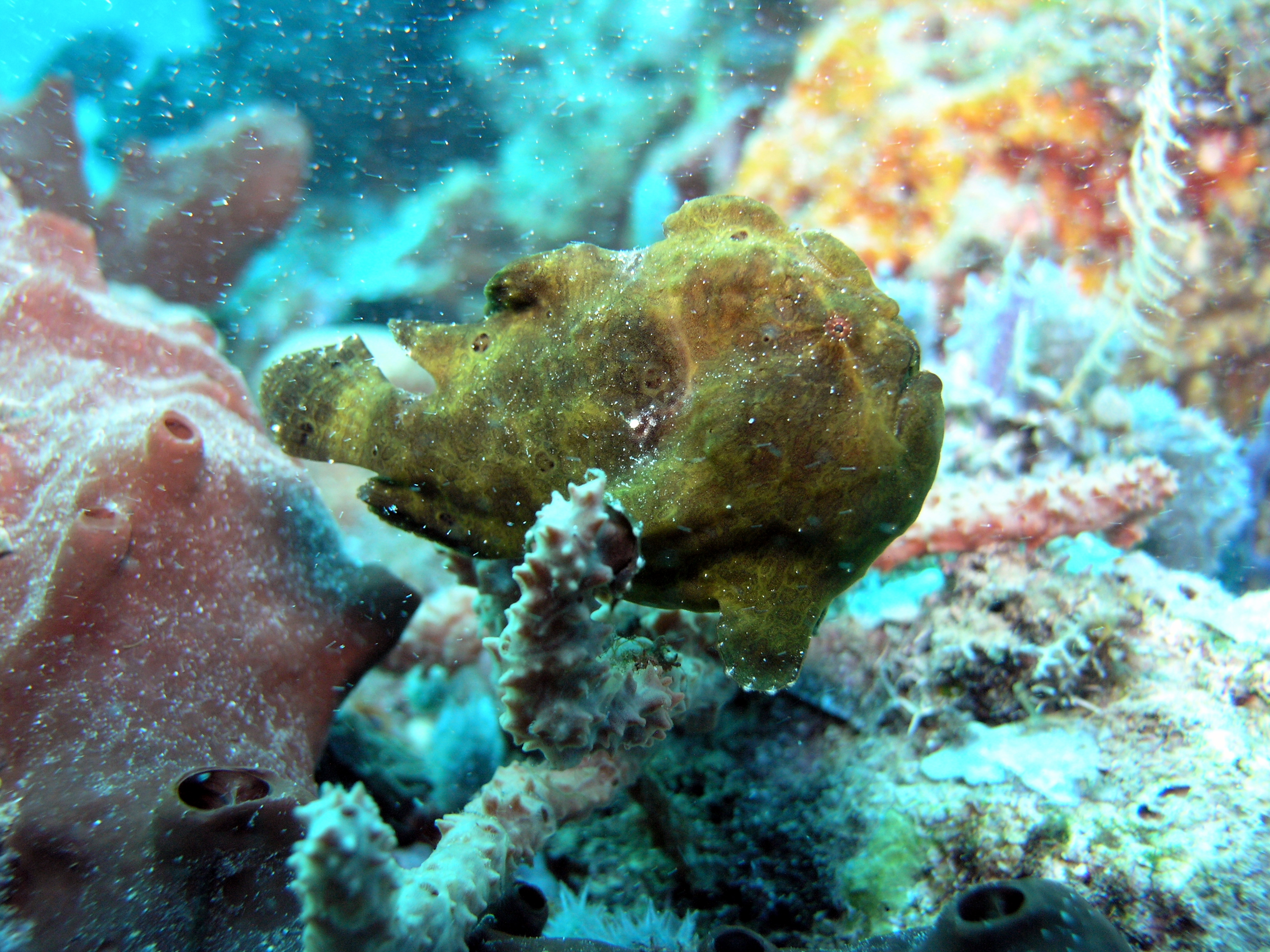